# Rattle That Lock (singolo)
Rattle That Lock è un singolo del cantautore britannico David Gilmour, pubblicato il 17 luglio 2015 come primo estratto dall'album omonimo.

## Descrizione
Seconda traccia dell'album, la melodia di Rattle That Lock trae ispirazione da quattro note create da Michaël Boumendil che precedono gli annunci alle stazioni ferroviarie della SNCF che Gilmour ha registrato sul proprio telefono (e che per tale motivo è stato accreditato tra gli autori del brano). Riguardo a ciò, lo stesso Gilmour ha commentato:
Il testo, curato dalla moglie di Gilmour, Polly Samson, trae invece ispirazione dal poema Paradiso perduto di John Milton e, secondo quanto dichiarato dalla Samson, «Riguarda un viaggio, ma è anche riguardo a quel viaggio del non accettare lo status quo.»

## Video musicale
Il videoclip, girato interamente in animazione, è stato realizzato da Alasdair e Jock della Trunk Animation, sotto la regia di Aubrey Powell, ed è stato pubblicato il 31 luglio 2015 attraverso il canale YouTube di Gilmour.

## Tracce
Testi di Polly Samson, musiche di David Gilmour e Michaël Boumendil.
Download digitale
1. Rattle That Lock – 4:55

CD promozionale (Europa)
1. Rattle That Lock (Edit) – 3:59

## Formazione
Musicisti
- David Gilmour – voce, chitarra, organo Hammond, tastiera
- Yaron Stavi – basso, contrabbasso, voce
- Guy Pratt – basso
- Phil Manzanera – organo Hammond, elementi di tastiera
- Steve DiStanislao – batteria, percussioni, voce
- Danny Cummings – percussioni
- Mica Paris – voce
- Louise Marshall – voce
- The Liberty Choir – coro
- MJ Paranzino – direzione del coro e leader

Produzione
- David Gilmour – produzione, ingegneria del suono, missaggio
- Phil Manzanera – produzione
- Andy Jackson – ingegneria, missaggio
- Damon Iddins – assistenza tecnica
- Mike Boddy – ingegneria del suono aggiuntiva presso i Gallery Studios
  - Andres Mesa – assistenza tecnica
- Kevin Madigan – ingegneria del suono parti vocali aggiuntiva presso i The Village Recorder
- Geoff Foster – ingegneria parti orchestrali
  - Laurence Anslow – assistenza tecnica
  - John Prestage – assistenza tecnica
- James Guthrie – mastering

## Classifiche
| Classifica (2015) | Posizione massima |
| ----------------- | ----------------- |
| Belgio (Vallonia) | 66                |
| Francia           | 71                |